# Tawang (plaats in India)
Tawang is een plaats in het district Tawang in de deelstaat Arunachal Pradesh in India. Voor de vorming van Tawang was de plaats het hoofdkwartier van West Kameng.
De hoogte van de plaats varieert van 2500 tot meer dan 3000 meter.

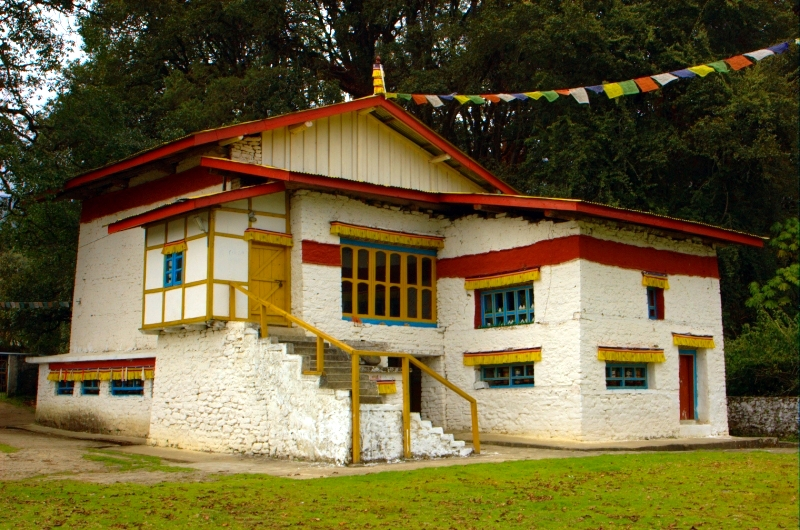
Geboortehuis van de zesde dalai lama